# 郝晋新
郝晋新（1965年1月—），男，中国天体物理学家、科研管理工作者，曾任中国科学院国家天文台副台长、研究员，中国天文学会常务理事。